# Yves Mersch

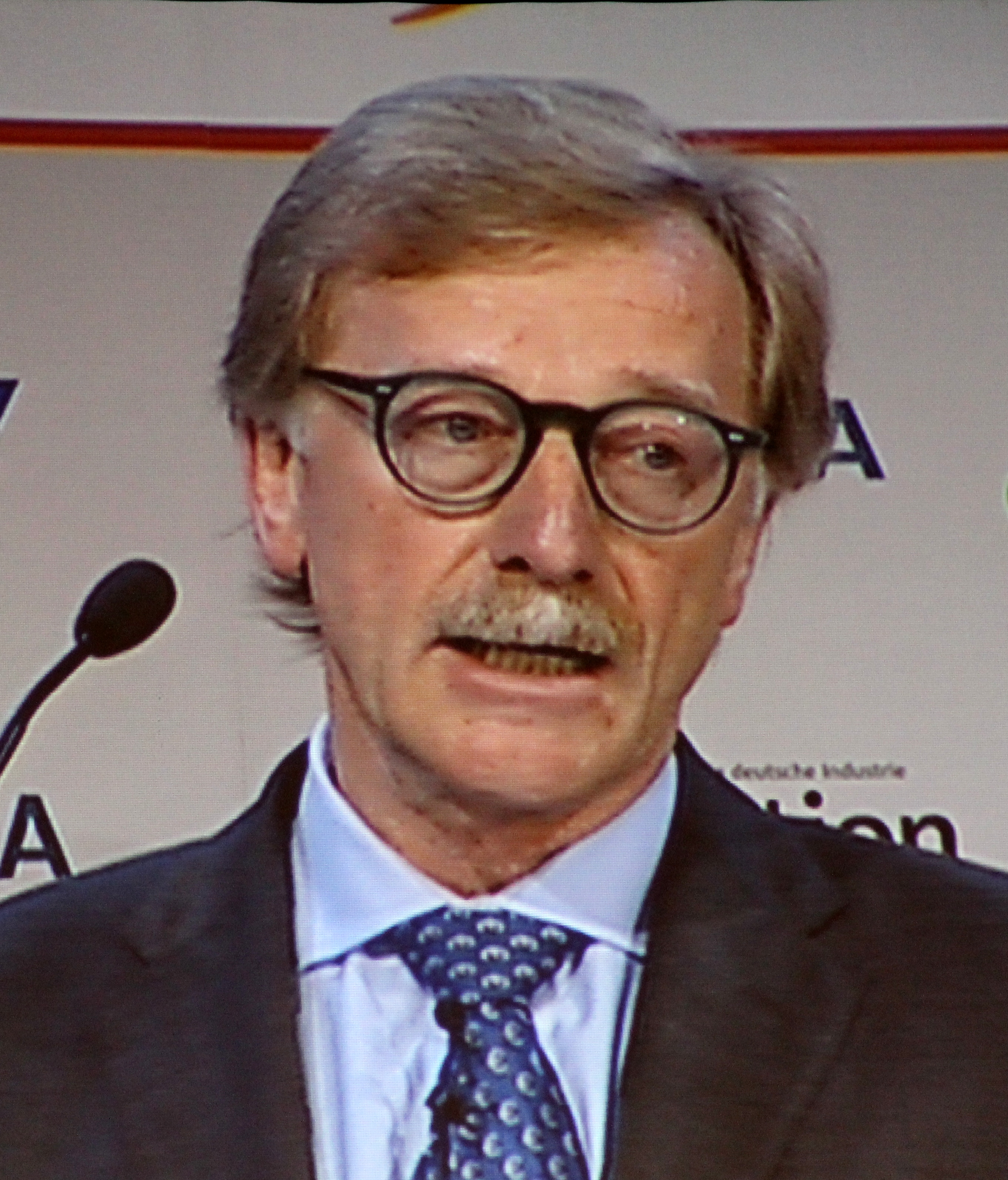
Yves Mersch 2012

Yves Mersch (* 1. Oktober 1949 in Luxemburg) ist ein luxemburgischer Jurist und Bankmanager. Er war von ihrer Gründung 1998 bis 2012 Präsident der Zentralbank von Luxemburg. Von Dezember 2012 bis Dezember 2020 war er Mitglied des EZB-Direktoriums.

## Leben
Mersch hat an der Sorbonne in Paris internationales Recht studiert und ist Mitglied der luxemburgischen Anwaltschaft. Er ist verheiratet und hat zwei Kinder.
Am 19. März 2008 rügte Mersch die Banken für ihr unangemessenes Risikomanagement, nahm aber einen sanfteren Ton bezüglich der zukünftigen Entwicklung der europäischen Wirtschaft insgesamt an. Im Juni 2012 sollte er die Nachfolge von González-Páramo als Mitglied des Direktoriums der Europäischen Zentralbank antreten, jedoch verhinderte das Europäische Parlament seine Ernennung sechs Monate lang, um die Position für eine Frau offen zu halten. Im November 2012 berief der Europäische Rat Mersch, im Gegensatz zu einem unverbindlichen Votum des Parlamentes, zum 15. Dezember 2012 in das Direktorium der Europäischen Zentralbank. Seine Amtszeit endete im Dezember 2020 nach acht Jahren.
Gemeinsam mit dem portugiesischen EZB-Vizepräsident Vítor Constâncio übernahm er Dezember 2012 die Zuständigkeit für das Projekt Bankenunion, eines der wichtigsten Projekte in der Historie der EZB.